# José Bordalás
José Bordalás Jiménez (Alicante, 5 marzo 1964) è un allenatore di calcio ed ex calciatore spagnolo, di ruolo attaccante, tecnico del Getafe.

## Biografia
Discendente di una famiglia operaia, ha 10 fratelli, e da ragazzino lavorava raccogliendo angurie. È cugino dell'allenatore di calcio Juan Ignacio Martínez.

## Carriera

### Giocatore
Ha trascorso la sua carriera nelle serie minori spagnole, non andando oltre la quarta divisione. Si è ritirato a soli 28 anni a causa di un infortunio.

### Allenatore
Ritiratosi dall'attività agonistica, ha intrapreso la carriera da allenatore. Dopo varie esperienze nella serie minori, nel corso della stagione 2005-2006 è stato chiamato a guidare l'Hércules in Segunda División. Nel 2007 è diventato il nuovo allenatore dell'Alcoyano in Segunda División B. Nel 2009 ha firmato per l'Elche in seconda divisione, restandovi per tre anni. In seguito ha guidato per due volte l'Alcorcón, prima nella stagione 2012-2013 e poi in quella 2014-2015. Nell'annata 2015-2016 ha condotto l'Alavés alla vittoria del campionato di Segunda División, ottenendo la promozione in massima serie.
Nel settembre 2016 è diventato il nuovo tecnico del Getafe, con cui ha guadagnato la seconda promozione consecutiva in massima serie. Nella stagione 2017-2018 ha fatto il debutto in Primera División, portando il Getafe all'ottavo posto finale. Nella stagione successiva è arrivato quinto, mancando la qualificazione alla Champions League solo all'ultima giornata. Per i risultati conseguiti nella stagione 2018-2019, ha vinto il Trofeo Miguel Muñoz. Al termine della stagione 2020-2021, dopo 5 stagioni, lascia il club madrileno.
Il 27 maggio 2021, viene annunciato il suo ingaggio da parte del Valencia, con un contratto di due stagioni. In campionato arriva nono, mentre in Coppa del Re raggiunge la finale, perdendo contro il Betis ai tiri di rigore. A fine stagione la società decide di non confermarlo e di sostituirlo con Gennaro Gattuso.
Il 29 aprile 2023 fa ritorno al Getafe.

## Statistiche

### Statistiche da allenatore
Statistiche aggiornate al 9 febbraio 2025. In grassetto le competizioni vinte.
| Stagione        | Squadra         | Campionato      | Campionato | Campionato | Campionato | Campionato | Coppe nazionali | Coppe nazionali | Coppe nazionali | Coppe nazionali | Coppe nazionali | Coppe continentali | Coppe continentali | Coppe continentali | Coppe continentali | Coppe continentali | Altre coppe | Altre coppe | Altre coppe | Altre coppe | Altre coppe | Totale | Totale | Totale | Totale | % Vittorie | Piazzamento      |
| Stagione        | Squadra         | Comp            | G          | V          | N          | P          | Comp            | G               | V               | N               | P               | Comp               | G                  | V                  | N                  | P                  | Comp        | G           | V           | N           | P           | G      | V      | N      | P      | %          | Piazzamento      |
| --------------- | --------------- | --------------- | ---------- | ---------- | ---------- | ---------- | --------------- | --------------- | --------------- | --------------- | --------------- | ------------------ | ------------------ | ------------------ | ------------------ | ------------------ | ----------- | ----------- | ----------- | ----------- | ----------- | ------ | ------ | ------ | ------ | ---------- | ---------------- |
| 1993-1994       | Alicante B      | PR              | 38         | 26         | 9          | 3          | -               | -               | -               | -               | -               | -                  | -                  | -                  | -                  | -                  | -           | -           | -           | -           | -           | 38     | 26     | 9      | 3      | 68,42      | 1º (prom.)       |
| 1994-1995       | Alicante        | TD              | 38         | 13         | 13         | 12         | -               | -               | -               | -               | -               | -                  | -                  | -                  | -                  | -                  | -           | -           | -           | -           | -           | 38     | 13     | 13     | 12     | 34,21      | 10º              |
| 1995-1996       | Benidorm        | SD-B            | 38+2       | 10+1       | 12+1       | 16         | CR              | 2               | 0               | 0               | 2               | -                  | -                  | -                  | -                  | -                  | -           | -           | -           | -           | -           | 42     | 11     | 13     | 18     | 26,19      | 16º              |
| 1996-1997       | Eldense         | TD              | 40         | 17         | 11         | 12         | -               | -               | -               | -               | -               | -                  | -                  | -                  | -                  | -                  | -           | -           | -           | -           | -           | 40     | 17     | 11     | 12     | 42,50      | 8º               |
| 1997-1998       | Mutxavista      | RP              | 26         | 23         | 2          | 1          | -               | -               | -               | -               | -               | -                  | -                  | -                  | -                  | -                  | -           | -           | -           | -           | -           | 26     | 23     | 2      | 1      | 88,46      | Sub., 1º (prom.) |
| 1998-1999       | Alicante        | RP              | 38+2       | 26+1       | 9+1        | 3          | -               | -               | -               | -               | -               | -                  | -                  | -                  | -                  | -                  | -           | -           | -           | -           | -           | 40     | 27     | 10     | 3      | 67,50      | 1º (prom.)       |
| 1999-2000       | Alicante        | TD              | 38+6       | 20+4       | 10+1       | 8+1        | -               | -               | -               | -               | -               | -                  | -                  | -                  | -                  | -                  | -           | -           | -           | -           | -           | 44     | 24     | 11     | 9      | 54,55      | 4º               |
| 2000-2001       | Alicante        | TD              | 38+6       | 28+5       | 6+1        | 4          | -               | -               | -               | -               | -               | -                  | -                  | -                  | -                  | -                  | -           | -           | -           | -           | -           | 44     | 33     | 7      | 4      | 75,00      | 1º (prom.)       |
| 2001-2002       | Alicante        | SD-B            | 38         | 17         | 10         | 11         | CR              | 2               | 1               | 0               | 1               | -                  | -                  | -                  | -                  | -                  | -           | -           | -           | -           | -           | 40     | 18     | 10     | 12     | 45,00      | 6º               |
| 2002-2003       | Novelda         | SD-B            | 21         | 6          | 9          | 6          | -               | -               | -               | -               | -               | -                  | -                  | -                  | -                  | -                  | -           | -           | -           | -           | -           | 21     | 6      | 9      | 6      | 28,57      | Sub., 15º        |
| 2003-2004       | Alicante        | SD-B            | 11         | 5          | 5          | 1          | -               | -               | -               | -               | -               | -                  | -                  | -                  | -                  | -                  | -           | -           | -           | -           | -           | 11     | 5      | 5      | 1      | 45,45      | Sub., 6º         |
| 2004-2005       | Alicante        | SD-B            | 38+2       | 22         | 10         | 6+2        | CR              | 2               | 0               | 1               | 1               | -                  | -                  | -                  | -                  | -                  | -           | -           | -           | -           | -           | 42     | 22     | 11     | 9      | 52,38      | 1º               |
| 2005-mar. 2006  | Alicante        | SD-B            | 21         | 12         | 3          | 6          | CR              | 4               | 3               | 1               | 0               | -                  | -                  | -                  | -                  | -                  | -           | -           | -           | -           | -           | 25     | 15     | 4      | 6      | 60,00      | Eson.            |
| Totale Alicante | Totale Alicante | Totale Alicante | 260+16     | 143+10     | 66+3       | 51+3       |                 | 8               | 4               | 2               | 2               |                    | -                  | -                  | -                  | -                  |             | -           | -           | -           | -           | 284    | 157    | 71     | 56     | 55,28      |                  |
| mar.-giu. 2006  | Hércules        | SD              | 18         | 7          | 4          | 7          | -               | -               | -               | -               | -               | -                  | -                  | -                  | -                  | -                  | -           | -           | -           | -           | -           | 18     | 7      | 4      | 7      | 38,89      | Sub., 16º        |
| lug.- ott. 2006 | Hércules        | SD              | 5          | 2          | 0          | 3          | CR              | 4               | 2               | 1               | 1               | -                  | -                  | -                  | -                  | -                  | -           | -           | -           | -           | -           | 9      | 4      | 1      | 4      | 44,44      | Eson.            |
| Totale Hércules | Totale Hércules | Totale Hércules | 23         | 9          | 4          | 10         |                 | 4               | 2               | 1               | 1               |                    | -                  | -                  | -                  | -                  |             | -           | -           | -           | -           | 27     | 11     | 5      | 11     | 40,74      |                  |
| ott. 2007-2008  | Alcoyano        | SD-B            | 30         | 10         | 15         | 5          | CR              | 2               | 0               | 1               | 1               | -                  | -                  | -                  | -                  | -                  | -           | -           | -           | -           | -           | 32     | 10     | 16     | 6      | 31,25      | Sub., 9º         |
| 2008-2009       | Alcoyano        | SD-B            | 38+4       | 22+1       | 7+1        | 9+2        | -               | -               | -               | -               | -               | -                  | -                  | -                  | -                  | -                  | -           | -           | -           | -           | -           | 42     | 23     | 8      | 11     | 54,76      | 1º               |
| Totale Alcoyano | Totale Alcoyano | Totale Alcoyano | 68+4       | 32+1       | 22+1       | 14+2       |                 | 2               | 0               | 1               | 1               |                    | -                  | -                  | -                  | -                  |             | -           | -           | -           | -           | 74     | 33     | 24     | 17     | 44,59      |                  |
| ott. 2009-2010  | Elche           | SD              | 36         | 17         | 8          | 11         | -               | -               | -               | -               | -               | -                  | -                  | -                  | -                  | -                  | -           | -           | -           | -           | -           | 36     | 17     | 8      | 11     | 47,22      | Sub., 6º         |
| 2010-2011       | Elche           | SD              | 42+4       | 18+1       | 15+2       | 9+1        | CR              | 2               | 1               | 0               | 1               | -                  | -                  | -                  | -                  | -                  | -           | -           | -           | -           | -           | 48     | 20     | 17     | 11     | 41,67      | 4º               |
| 2011-apr. 2012  | Elche           | SD              | 32         | 14         | 5          | 13         | CR              | 2               | 1               | 0               | 1               | -                  | -                  | -                  | -                  | -                  | -           | -           | -           | -           | -           | 34     | 15     | 5      | 14     | 44,12      | Eson.            |
| Totale Elche    | Totale Elche    | Totale Elche    | 110+4      | 49+1       | 28+2       | 33+1       |                 | 4               | 2               | 0               | 2               |                    | -                  | -                  | -                  | -                  |             | -           | -           | -           | -           | 118    | 52     | 30     | 36     | 44,07      |                  |
| 2012-2013       | Alcorcón        | SD              | 42+2       | 21         | 6+1        | 15+1       | CR              | 2               | 1               | 0               | 1               | -                  | -                  | -                  | -                  | -                  | -           | -           | -           | -           | -           | 46     | 22     | 7      | 17     | 47,83      | 5º               |
| feb.-giu. 2014  | Alcorcón        | SD              | 18         | 9          | 4          | 5          | -               | -               | -               | -               | -               | -                  | -                  | -                  | -                  | -                  | -           | -           | -           | -           | -           | 18     | 9      | 4      | 5      | 50,00      | Sub., 9º         |
| 2014-2015       | Alcorcón        | SD              | 42         | 12         | 18         | 12         | CR              | 1               | 0               | 0               | 1               | -                  | -                  | -                  | -                  | -                  | -           | -           | -           | -           | -           | 43     | 12     | 18     | 13     | 27,91      | 11º              |
| Totale Alcorcón | Totale Alcorcón | Totale Alcorcón | 102+2      | 42         | 28+1       | 32+1       |                 | 3               | 1               | 0               | 2               |                    | -                  | -                  | -                  | -                  |             | -           | -           | -           | -           | 107    | 43     | 29     | 35     | 40,19      |                  |
| 2015-2016       | Alavés          | SD              | 42         | 21         | 12         | 9          | CR              | 2               | 1               | 0               | 1               | -                  | -                  | -                  | -                  | -                  | -           | -           | -           | -           | -           | 44     | 22     | 12     | 10     | 50,00      | 1º (prom.)       |
| set. 2016-2017  | Getafe          | SD              | 35+4       | 17+2       | 11+1       | 7+1        | -               | -               | -               | -               | -               | -                  | -                  | -                  | -                  | -                  | -           | -           | -           | -           | -           | 39     | 19     | 12     | 8      | 48,72      | Sub., 3º (prom.) |
| 2017-2018       | Getafe          | PD              | 38         | 15         | 10         | 13         | CR              | 2               | 0               | 0               | 2               | -                  | -                  | -                  | -                  | -                  | -           | -           | -           | -           | -           | 40     | 15     | 10     | 15     | 37,50      | 8º               |
| 2018-2019       | Getafe          | PD              | 38         | 15         | 14         | 9          | CR              | 6               | 4               | 1               | 1               | -                  | -                  | -                  | -                  | -                  | -           | -           | -           | -           | -           | 44     | 19     | 15     | 10     | 43,18      | 5º               |
| 2019-2020       | Getafe          | PD              | 38         | 14         | 12         | 12         | CR              | 2               | 1               | 0               | 1               | UEL                | 9                  | 5                  | 0                  | 4                  | -           | -           | -           | -           | -           | 49     | 20     | 12     | 17     | 40,82      | 8º               |
| 2020-2021       | Getafe          | PD              | 38         | 9          | 11         | 18         | CR              | 2               | 1               | 0               | 1               | -                  | -                  | -                  | -                  | -                  | -           | -           | -           | -           | -           | 40     | 10     | 11     | 19     | 25,00      | 15º              |
| 2021-2022       | Valencia        | PD              | 38         | 11         | 15         | 12         | CR              | 8               | 6               | 2               | 0               | -                  | -                  | -                  | -                  | -                  | -           | -           | -           | -           | -           | 46     | 17     | 17     | 12     | 36,96      | 9º               |
| apr.-giu. 2023  | Getafe          | PD              | 7          | 3          | 2          | 2          | -               | -               | -               | -               | -               | -                  | -                  | -                  | -                  | -                  | -           | -           | -           | -           | -           | 7      | 3      | 2      | 2      | 42,86      | Sub., 15º        |
| 2023-2024       | Getafe          | PD              | 38         | 10         | 13         | 15         | CR              | 4               | 3               | 0               | 1               | -                  | -                  | -                  | -                  | -                  | -           | -           | -           | -           | -           | 42     | 13     | 13     | 16     | 30,95      | 12º              |
| 2024-2025       | Getafe          | PD              | 38         | 11         | 9          | 18         | CR              | 5               | 3               | 1               | 1               | -                  | -                  | -                  | -                  | -                  | -           | -           | -           | -           | -           | 43     | 14     | 10     | 19     | 32,56      | 13°              |
| Totale Getafe   | Totale Getafe   | Totale Getafe   | 255+4      | 89+2       | 82+1       | 84+1       |                 | 21              | 12              | 2               | 7               |                    | 9                  | 5                  | 0                  | 4                  |             | -           | -           | -           | -           | 289    | 108    | 85     | 96     | 37,37      |                  |
| Totale carriera | Totale carriera | Totale carriera | 1093       | 493        | 309        | 291        |                 | 54              | 28              | 8               | 18              |                    | 9                  | 5                  | 0                  | 4                  |             | -           | -           | -           | -           | 1 156  | 526    | 317    | 313    | 45,50      |                  |

## Palmarès

### Allenatore

#### Competizioni nazionali
- Tercera División: 1

Alicante: 2000-2001
- Segunda División B: 2

Alicante: 2004-2005
Alcoyano: 2008-2009
- Segunda División: 1

Alavés: 2015-2016

#### Individuale
- Trofeo Miguel Muñoz: 1

2018-2019